# Charleval (Eure)
Charleval és un municipi francès situat al departament de l'Eure i a la regió de Normandia. L'any 2007 tenia 1.832 habitants.

## Demografia

### Població
El 2007 la població de fet de Charleval era de 1.832 persones. Hi havia 732 famílies, de les quals 179 eren unipersonals (64 homes vivint sols i 115 dones vivint soles), 219 parelles sense fills, 262 parelles amb fills i 72 famílies monoparentals amb fills.
La població ha evolucionat segons el següent gràfic:
Habitants censats

### Habitatges
El 2007 hi havia 808 habitatges, 739 eren l'habitatge principal de la família, 29 eren segones residències i 39 estaven desocupats. 684 eren cases i 118 eren apartaments. Dels 739 habitatges principals, 420 estaven ocupats pels seus propietaris, 304 estaven llogats i ocupats pels llogaters i 15 estaven cedits a títol gratuït; 10 tenien una cambra, 51 en tenien dues, 189 en tenien tres, 258 en tenien quatre i 231 en tenien cinc o més. 532 habitatges disposaven pel capbaix d'una plaça de pàrquing. A 376 habitatges hi havia un automòbil i a 244 n'hi havia dos o més.

### Piràmide de població
La piràmide de població per edats i sexe el 2009 era:
| Homes | Edats   | Dones |
| ----- | ------- | ----- |
| 0     | 95 o +  | 0     |
| 0     | 90 a 94 | 8     |
| 12    | 85 a 89 | 12    |
| 4     | 80 a 84 | 12    |
| 28    | 75 a 79 | 32    |
| 32    | 70 a 74 | 28    |
| 48    | 65 a 69 | 68    |
| 44    | 60 a 64 | 48    |
| 36    | 55 a 59 | 36    |
| 64    | 50 a 54 | 80    |
| 64    | 45 a 49 | 60    |
| 76    | 40 a 44 | 100   |
| 52    | 35 a 39 | 56    |
| 72    | 30 a 34 | 52    |
| 60    | 25 a 29 | 80    |
| 52    | 20 a 24 | 68    |
| 80    | 15 a 19 | 64    |
| 56    | 10 a 14 | 64    |
| 44    | 5 a 9   | 56    |
| 52    | 0 a 4   | 48    |

## Economia
El 2007 la població en edat de treballar era de 1.168 persones, 883 eren actives i 285 eren inactives. De les 883 persones actives 793 estaven ocupades (457 homes i 336 dones) i 91 estaven aturades (29 homes i 62 dones). De les 285 persones inactives 99 estaven jubilades, 84 estaven estudiant i 102 estaven classificades com a «altres inactius».

### Ingressos
El 2009 a Charleval hi havia 773 unitats fiscals que integraven 1.858,5 persones, la mediana anual d'ingressos fiscals per persona era de 17.384 €.

### Activitats econòmiques
Dels 91 establiments que hi havia el 2007, 2 eren d'empreses extractives, 5 d'empreses alimentàries, 5 d'empreses de fabricació d'altres productes industrials, 6 d'empreses de construcció, 21 d'empreses de comerç i reparació d'automòbils, 7 d'empreses de transport, 7 d'empreses d'hostatgeria i restauració, 5 d'empreses financeres, 4 d'empreses immobiliàries, 7 d'empreses de serveis, 14 d'entitats de l'administració pública i 8 d'empreses classificades com a «altres activitats de serveis».
Dels 20 establiments de servei als particulars que hi havia el 2009, 1 era una oficina de correu, 1 una oficina bancària, 1 funerària, 1 taller de reparació d'automòbils i de material agrícola, 1 autoescola, 2 paletes, 3 fusteries, 4 perruqueries, 2 restaurants, 2 agències immobiliàries, 1 tintoreria i 1 saló de bellesa.
Dels 16 establiments comercials que hi havia el 2009, 1 era un hipermercat, 1 una botiga de més de 120 m², 2 fleques, 3 carnisseries, 1 una peixateria, 3 botigues de roba, 1 una botiga d'equipament de la llar, 1 una botiga de mobles, 1 una botiga de material de revestiment de parets i terra i 2 floristeries.
L'any 2000 a Charleval hi havia 6 explotacions agrícoles.

## Equipaments sanitaris i escolars
L'únic equipament sanitari que hi havia el 2009 era una farmàcia.
El 2009 hi havia 1 escola maternal i 1 escola elemental.

## Poblacions més properes
El següent diagrama mostra les poblacions més properes.